# Sobkovice
Sobkovice är en ort i Tjeckien.   Den ligger i regionen Pardubice, i den östra delen av landet, 160 km öster om huvudstaden Prag. Sobkovice ligger 554 meter över havet och antalet invånare är 240.
Terrängen runt Sobkovice är platt åt sydväst, men åt nordost är den kuperad. Terrängen runt Sobkovice sluttar västerut.Runt Sobkovice är det ganska tätbefolkat, med 139 invånare per kvadratkilometer. Närmaste större samhälle är Česká Třebová, 19,2 km sydväst om Sobkovice. Omgivningarna runt Sobkovice är en mosaik av jordbruksmark och naturlig växtlighet.